# 5e congresdistrict van Maryland

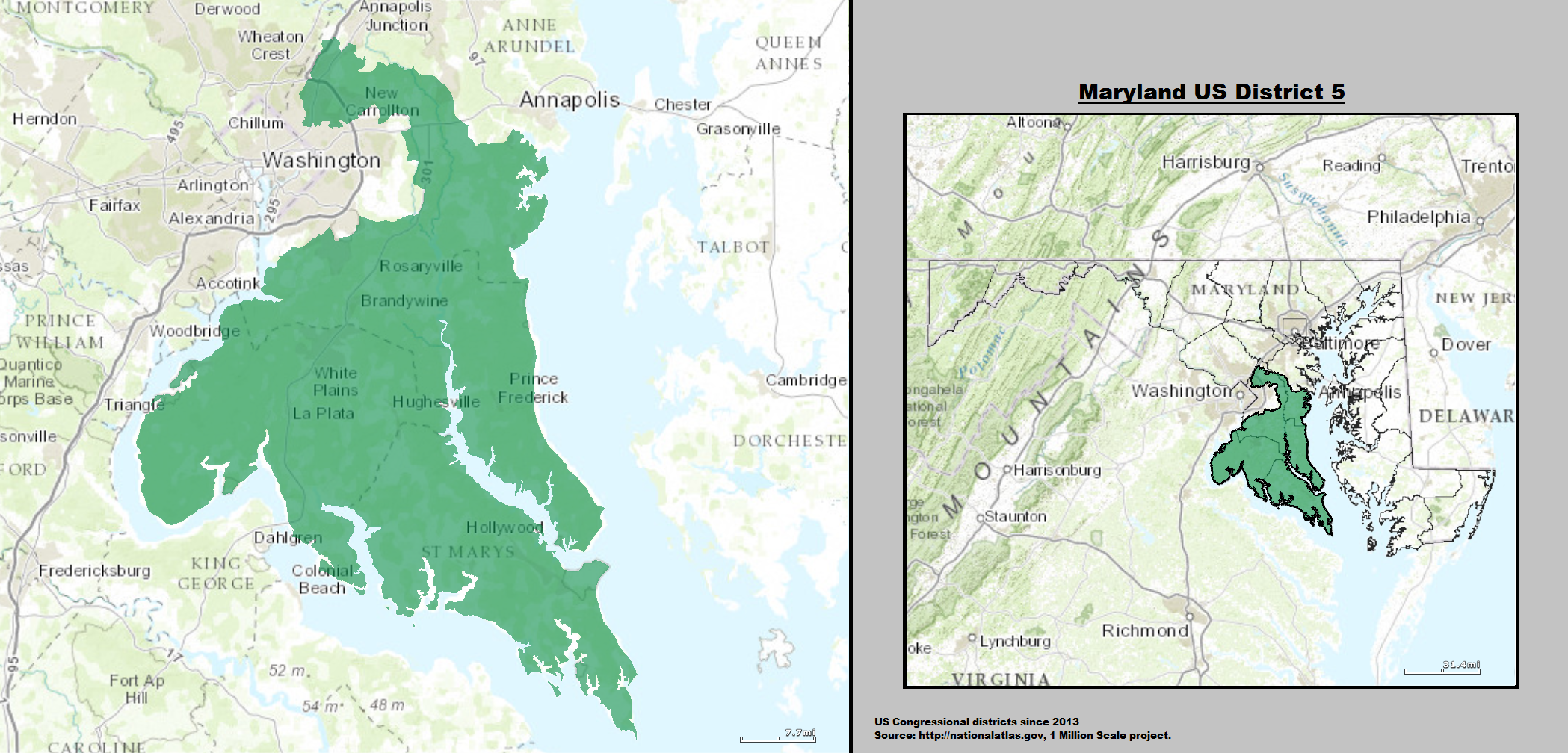
De locatie van het 5e congresdistrict in Maryland.

Het 5e congresdistrict van Maryland is een kiesdistrict voor het Amerikaanse Huis van Afgevaardigden. Het district omvat Charles County, Saint Mary's County en Calvert County. Ook bevat het delen van Prince George's County en Anne Arundel County. Momenteel is Democraat Steny Hoyer afgevaardigde voor het district. Hoyer is tevens ook whip van de minderheid in het Huis van Afgevaardigden. 

## Presidentsverkiezingen
| Year | Resultaten                                 | Winnende partij | Winnende partij      |
| ---- | ------------------------------------------ | --------------- | -------------------- |
| 2000 | Al Gore 57% – 41% George W. Bush           |                 | Democratische Partij |
| 2004 | John Kerry 57% – 42% George W. Bush        |                 | Democratische Partij |
| 2008 | Barack Obama 65% – 33% John McCain         |                 | Democratische Partij |
| 2012 | Barack Obama 66.2% – 32.3% Mitt Romney     |                 | Democratische Partij |
| 2016 | Hillary Clinton 63.6% – 32.6% Donald Trump |                 | Democratische Partij |